# Bacchus (vonat)
A Bacchus egy németországi belföldi vasúti járat volt, amely eredetileg Dortmundot és Münchent kötötte össze. A vonatot a római boristenről nevezték el, bár fennállásának nagy részében két sörtermelésről híres várost kötött össze.

## Története

### Trans Europ Express
1971-ben a Deutsche Bundesbahn beindította az első osztályú koccsikból álló, InterCity szolgáltatást a belföldi német hálózaton, amely a Trans-Europ-Express (TEE) kritériumai alapján készült, de a TEE-nél gyakrabban, napi egy vonat helyett óránként közlekedett. Az 1970-es évek során javasolták és néhány útvonalon ki is próbálták a másodosztályú kocsik bevezetését az Intercity járatokban, ennek eredményeként létrejött az IC79 projekt.
Az IC79 projektet 1979. május 28-án indították el, de hét belföldi járat, köztük egy új vonat, a Bacchus, csak első osztályú maradt, és a TEE járatok közé sorolták, hogy megkülönböztessék a két kocsiosztályú InterCity-től.
A TEE Bacchust egy évvel a bevezetés után leállították. Mivel csak hétköznap futott, a Bacchus rekordot szerzett magának a legrövidebb életű TEE-ként, mindössze 254 nap szolgálati idővel.
Menetrend:
| DM | Ország      | Állomás    | km  | MD |
| -- | ----------- | ---------- | --- | -- |
|    | Németország | Dortmund   | 0   |    |
|    | Németország | Essen      | 34  |    |
|    | Németország | Duisburg   | 54  |    |
|    | Németország | Düsseldorf | 77  |    |
|    | Németország | Keulen     | 117 |    |
|    | Németország | Bonn       | 151 |    |
|    | Németország | Koblenz    | 210 |    |
|    | Németország | Mainz      | 302 |    |
|    | Németország | Darmstadt  |     |    |
|    | Németország | Heidelberg | 391 |    |
|    | Németország | Stuttgart  | 503 |    |
|    | Németország | Ulm        | 597 |    |
|    | Németország | Augsburg   | 683 |    |
|    | Németország | München    | 745 |    |

### InterCity
A Bacchust két kocsiosztályú InterCity-ként 1985. június 2-án, ugyanazon az útvonalon, 1991. június 1-ig újjáélesztették. A harmadik Bacchus Stuttgart és Münster között 1994. május 29. és 1998. május 23. között közlekedett.